# Pornhub
Pornhub és un lloc web pornogràfic, funcionant com un servei d'allotjament de vídeo i imatges. Va néixer el 2007 i és un dels més grans serveis d'aquest gènere, i també un dels llocs web més grans de qualsevol tipus.

## Història
Pornhub va començar a Mont-real, com un lloc de fotografies professionals i amateur en 2007. Va néixer com un servei seguint la fórmula de YouTube, amb molt material lliure i ingressos a través de la publicitat al lloc.
Va ser fundat pel desenvolupador de webs Mat Keezer com a lloc web dins de la companyia Interhub. En març de 2010 la companyia va ser adquirida per Fabian Thylmann, part del conglomerat d'empreses Manwin —ara conegut com a MindGeek. Dins de MindGeek, Pornhub és un de diversos llocs web pornogràfics de la companyia al costat de YouPorn i RedTube.
Durant molts anys va ser el lloc web pornogràfic més popular, amb el més gran repertori de vídeos. A la fi de 2020 grans mitjans estatunidencs van presentar acusacions sobre contingut a Pornhub amb víctimes d'abusos sexual contra menors. Mastercard i Visa —tots dos processant diners per Pornhub— van iniciar investigacions sobre contingut il·legal al lloc web, al mateix temps que Pornhub va canviar els criteris per poder pujar vídeos al lloc. Com a conseqüència Pornhub va esborrar vora de 10 milions de vídeos del repertori total d'uns 13 milions, també iniciant un requeriment d'identitat verificada per als futurs carregadors de vídeos.
El 2021 Pornhub és un dels més grans serveis d'allotjament pornogràfics, en competició amb XVideos i Xnxx.